# Bombardamento di Forte San Carlos
Il bombardamento di Forte San Carlos da parte di due navi da guerra della Kaiserliche Marine ebbe luogo il 17 gennaio 1903 durante la crisi venezuelana. Le due navi tentarono di penetrare nel lago di Maracaibo, ma furono respinte dopo un breve scambio di fuoco con la guarnigione venezuelana di Forte San Carlos.

## Bombardamento
Il 17 gennaio 1903 la cannoniera Panther e l'incrociatore leggero Falke, entrambe appartenenti alla Kaiserliche Marine, stavano dando la caccia ad una scuna commerciale che aveva eluso il blocco navale ed era entrata nel lago di Maracaibo. Entrambe le navi provarono anch'esse ad entrare nel lago, con l'intenzione di bloccare il porto di Maracaibo.
A guardia del passaggio che connetteva il lago al golfo del Venezuela era posto il castello di San Carlos de la Barra.
Le acque poco profonde che collegavano il lago con il mare erano normalmente percorribili dalle navi principali che attraversavano lo stretto che separava San Carlos dall'isola di Zapara, ma alle navi tedesche servì l'aiuto di un pilota locale per evitare i banchi di sabbia e le acque troppo poche profonde.
La battaglia iniziò quando l'artiglieria del forte aprì il fuoco contro la Panther, in quel momento intenta ad attraversare lo stretto. La cannoniera tedesca rispose al fuoco, ma le acque poco profonde le impedirono di effettuare un bombardamento efficace. Due degli artiglieri del forte, Manuel Quevedo e Carlos José Cárdenas, riuscirono a colpire ripetutamente la Panther coi loro cannoni Krupp da 80 mm, infliggendole danni considerevoli. Lo scambio di fuoco durò circa mezz'ora, dopodiché la nave tedesca si ritira.

## Conseguenze
Quattro giorni dopo la Panther, accompagnata dall'incrociatore protetto Vineta, dotato di un armamento più pesante rispetto alla cannoniera, tornò con l'intenzione di distruggere il forte. Il bombardamento navale contro il forte durò 8 ore e, nonostante la resistenza della guarnigione venezuelana, al termine dello scontro il Forte San Carlos era ridotto ad un cumulo di rovine in fiamme. Alcuni proiettili colpirono il vicino porto, causando la morte di 40 civili e spingendo le autorità venezuelane ad arrestare cittadini tedeschi e britannici residenti in zona.
L'azione non era stata approvata dal comando britannico, che dopo l'incidente del 13 dicembre aveva chiesto che non fosse intrapresa nessuna ulteriore azione senza la consulenza di Londra. Il messaggio non era però stato passato al comando tedesco, a cui in precedenza era stato detto di seguire gli ordini del comando britannico. L'incidente causò negli Stati Uniti notevoli reazioni negative della stampa contro la Germania, i tedeschi accusarono i venezuelani di aver aperto il fuoco per primi e che i britannici erano d'accordo, anche se questi ultimi classificarono il bombardamento come un intervento "sfortunato ed inopportuno". L'Auswärtiges Amt, il ministero degli esteri tedesco, dichiarò che la tentata incursione della Panther nella laguna di Maracaibo fu motivata dal desiderio di garantire l'efficace del blocco di Maracaibo, impedendo alla confinante Colombia di mandare rifornimenti al Venezuela[14]. In seguito Roosevelt informò l'ambasciatore tedesco che la flotta dell'ammiraglio Dewey, di stanza a Porto Rico, aveva l'ordine di tenersi pronta a salpare con un'ora di preavviso.